# Universum i ett nötskal
Universum i ett nötskal (engelsk originaltitel: The Universe in a Nutshell) är en populärvetenskaplig bok av fysikern Stephen Hawking, utgiven 2001. Hawking berättar om fysiklagarna som fysiken är baserad på. Boken betraktas allmänt som en uppföljare till boken Kosmos: en kort historik.